# Hans Sittner
Hans Sittner (* 9. August 1903 in Linz; † 9. Mai 1990 in Wien) war ein österreichischer Jurist, Musiklehrer, Autor und Pianist.

## Biografie
Sittner besuchte das Realgymnasium in Linz und studierte von 1914 bis 1921 an der Linzer Musikvereinsschule. Von 1921 bis 1925 studierte er Rechtswissenschaften an der Universität Wien, und von 1925 bis 1927 studierte er an der Wiener Musikakademie. 1946 wurde er zum Direktor derselben Akademie ernannt, und war von 1949 bis 1971 auch ihr Präsident.
Sittner war an der Mozartgemeinde Wien beteiligt, wo er den Wiener-Flötenuhr-Preis gründete. Von 1968 bis 1977 war er Präsident der Österreichisch-Rumänischen Gesellschaft. Er war zudem der erste Präsident der Wiener Chopin-Gesellschaft.

## Ehrungen
- 1968: Mozart-Medaille durch die Mozartgemeinde Wien[4]
- 1971: Silberne Mozartmedaille des Mozarteums

## Bibliographie
- Hans Sittner: Musik zwischen Natur- und Geisteswissenschaften: Materialien und Bibliographie. Doblinger, ISBN 3-900035-56-3.
- Hans Sittner: Musikerziehung zwischen Theorie und Therapie. E. Lafite, 1974, ISBN 3-85151-020-8.
- Richard Stöhr: Mensch/Musiker/Lehrer. Wien/München: Verlag Doblinger, 1965.